# Antoine Song
Antoine Song (Paris, 18 de julho de 1992) é um matemático francês cuja pesquisa diz respeito à geometria diferencial. Em 2018, ele provou a conjectura de Yau. Ele é um Clay Research Fellow (2019-2024).  Obteve seu doutorado na Universidade de Princeton em 2019 sob a supervisão de Fernando Codá Marques.

## Existência de superfícies mínimas
Sabe-se que qualquer superfície fechada possui um número infinito de geodésicas fechadas. O primeiro problema na seção de subvariedades mínimas da lista de Yau pergunta se toda variedade tridimensional fechada possui infinitas superfícies mínimas imersas fechadas. Na época, era conhecido pela teoria de Almgren-Pitts a existência de pelo menos uma superfície mínima. Kei Irie, Fernando Codá Marques e André Neves resolveram esse problema no caso genérico  e mais tarde Antoine Song o reivindicou em total generalidade. 

## Publicações selecionadas
- "Existence of infinitely many minimal hypersurfaces in closed manifolds"